# Arnaldo Benfenati
Arnaldo Benfenati (26 de maio de 1924 — 9 de junho de 1986) foi um ciclista italiano. Nos Jogos Olímpicos de Londres 1948, Benfenati conquistou uma medalha de prata na perseguição por equipes, juntamente com Rino Pucci, Anselmo Citterio e Guido Bernardi.